# Bibelhumanismus

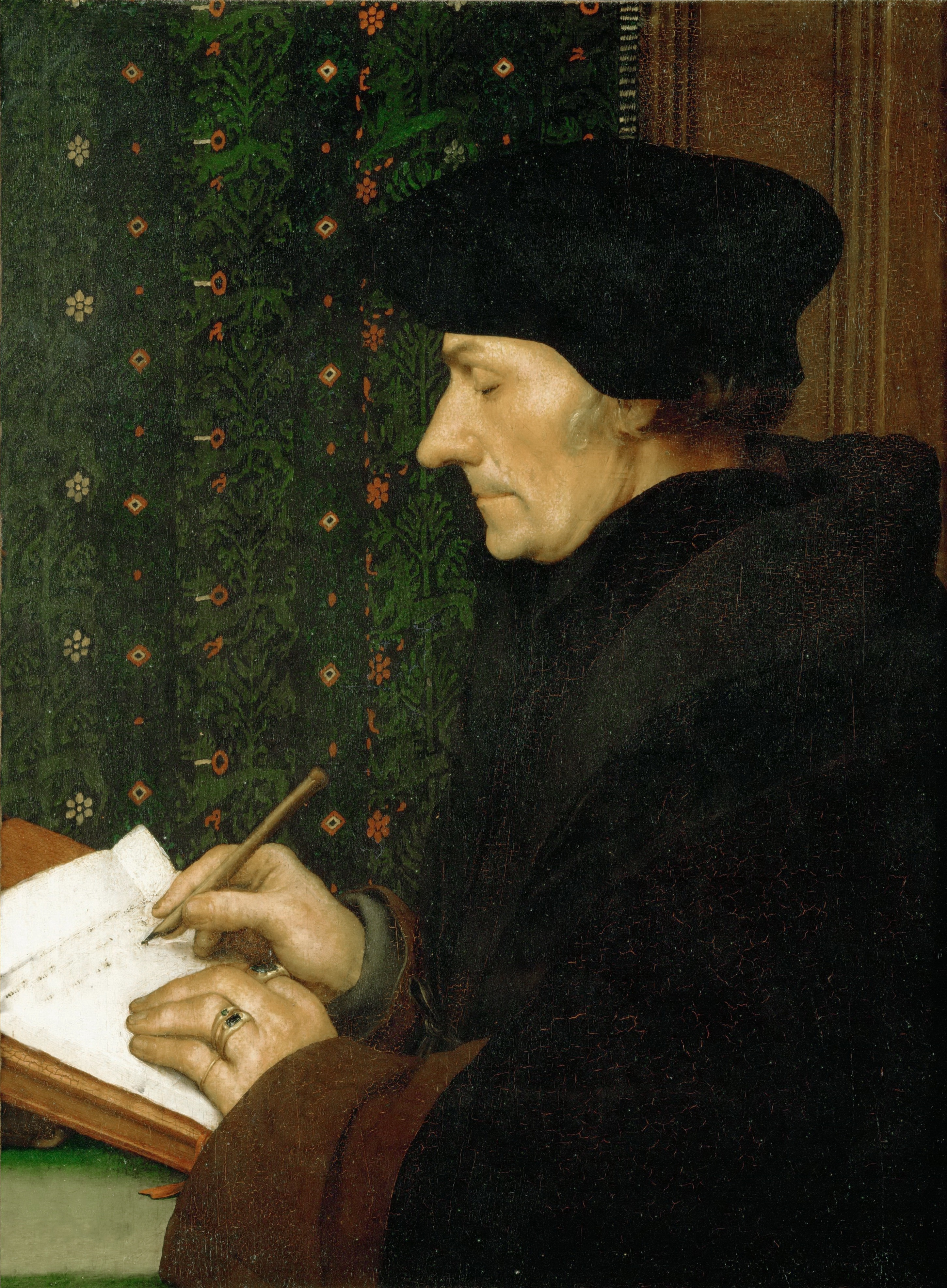
Hans Holbein der Jüngere: Erasmus von Rotterdam, 1523

Der so genannte Bibelhumanismus war eine Unterart des Renaissance-Humanismus.
Durch die Rückbesinnung auf die antiken Werte kam es den Humanisten des 15. und 16. Jahrhunderts darauf an, die Bibel von den antiken hebräischen und griechischen Texten in einen möglichst einwandfreien Text neuerer Sprachen zu übertragen. Weiterhin lag ihnen bei der theologischen Auslegung der Bibel und in ihrer philosophischen Auseinandersetzung daran, diese möglichst mit den zeitgenössischen, das heißt antiken Quellen vorzunehmen. In diesem Sinne wurde die Losung der Humanisten, „ad fontes“ (zu den Quellen) zu gehen, begrüßt. Diese Bewegung, die mit ihrer erneuernden Kraft gegen die überkommenen scholastischen Ideale der Kirche anging, entfachte damit den Widerstand der Kirche.
Mehrere deutsche Theologen wurden zu Hebraisten, die sich eingehend mit der hebräischen Sprache und Grammatik befassten. Johannes Reuchlin, Sebastian Münster und Johann Böschenstein schrieben Abhandlungen über die hebräischen Akzente und die Rechtschreibung.
Diese Bewegung, aus der zahlreiche Persönlichkeiten hervorgingen, hatte letztlich einen großen Anteil am Zustandekommen der von Martin Luther ausgehenden Reformation. Neben Luther und Philipp Melanchthon gehörte Erasmus von Rotterdam hierzu. Erasmus wandte sich aber – nach einem Streit mit Luther bezüglich der römischen Kirche und des Papsttums (Luther nannte den Papst den „Antichristen“) und über die Freiheit des Willens – von ihm und der  Wittenberger Reformation ab. Erasmus legte seinen Schwerpunkt auf die ethisch-moralische Seite der Religion, was vor allem 1502 im Enchiridion militis Christiani (Handbuch des christlichen Streiters) offenbar wurde. Zunächst der Reformation gegenüber offen, zumal er durchaus Bedarf für eine Kirchenreform sah, wandte er sich jedoch von ihr ab, als er Martin Luther in einem unüberbrückbaren Gegensatz zur Römisch-katholischen Kirche sah. Sie war auch die Ursache für seinen Streit mit Ulrich von Hutten.